# Бертольди, Пьерджорджо
Пьерджорджо Бертольди (итал. Piergiorgio Bertoldi; род. 26 июля 1963, Варесе, Италия) — итальянский прелат и ватиканский дипломат. Титулярный архиепископ Хиспеллума с 24 апреля 2015. Апостольский нунций в Буркина-Фасо и Нигере с 24 апреля 2015 по 19 марта 2019. Апостольский нунций в Мозамбике с 19 марта 2019 по 18 мая 2023. Апостольский нунций в Доминиканской Республике и апостольский делегат в Пуэрто-Рико с 18 мая 2023.